# Bundesverband für klassisch-barocke Reiterei
Der Bundesverband für klassisch-barocke Reiterei Deutschland e. V. (BfkbR) ist eine Anschlussorganisation der Deutschen Reiterlichen Vereinigung (FN) mit Sitz in der Gemeinde Wedemark und hat sich zum Ziel gesetzt, diejenigen Elemente der klassischen Reitkunst, die nicht in das Reglement der International Federation of Equestrian Sports (FEI) Einzug gefunden haben, in der Reiterei zu erhalten und zu fördern (Barocke Reitkunst). Dazu zählen beispielsweise die gewichtslose Arbeit (Longieren, Doppellonge, Handarbeit) als wichtiger Ausbildungsbestandteil, Schulsprünge der hohen Schule und das Damensattelreiten, aber auch traditionelle Reittechniken aus z. B. dem iberischen und französischen Bereich, die ihre Wurzeln im Barock und der Klassik haben.
Der BfkbR etabliert ein durch die FN-anerkanntes Ausbildungssystem für klassisch-barocke Trainer und ein eigenes Turniersystem, auch für FN-Turniere. Im April 2007 ist die erste Ausbildungsstufe, Trainer C, von der FN genehmigt worden, im Jahr 2010 wurde der erste B-Trainer-Lehrgang durchgeführt.
Der Verband dient zudem als Plattform dem Informations- und Interessenaustausch seiner Mitglieder und der Verbindung zu Zuchtverbänden.
Direktmitglieder nehmen die kooperierenden Landesverbände Nordrhein-Westfalen/Niedersachsen, Ost und die Landesvereinigung in Bayern auf.